# Bassline
Linie de bas (engleză bassline sau bass part) este termenul folosit în multe stiluri de muzică (cum sunt jazz, blues, muzică funk, dubstep, muzică electronică, muzică tradițională și muzică clasică) pentru partea instrumentală în registrul grav, interpretată de instrumente ca chitară bas, contrabas, violoncel, tubă, pian, orgă Hammond, orgă electronică, sintetizator. În execuții solo, linia de bas poate fi interpretată în registrul grav al oricărui instrument ca chitară sau pian, pe când melodia și/sau un acompaniament suplimentar este furnizat de registrele median și superior. Pianul și orga au un registru grav excelent, care poate fi utilizat pentru linia de bas. La orgă, linia de bas  este interpretată pe pedalier.